# 荘和王后
荘和王后呉氏（そうわおうこう）は、高麗太祖王建の第2后妃で、第2代国王恵宗の生母。全羅南道の羅州生まれ。三国時代に中国から帰化した貴族の後裔である。先祖は新羅智証王時代に中国から入国した後、中国に帰国した呉瞻である。呉瞻は新羅で2男1女を授かったが、中国に帰国した。しかし、2人の男子の中の2番目の息子呉膺は年が幼く、中国に帰国することができずにそのまま新羅に残る。その末裔で羅州の豪族だった多憐君が王建の高麗建国を手助けする。そして、その多憐君の娘が荘和王后である。

## 家族
- 祖父：呉富伅
- 父：多憐君呉禧
- 母：連徳交
- 兄弟：呉相、呉桓、呉検
- 夫：太祖
  - 子：恵宗
    - 孫：興化宮君
    - 孫娘：慶和宮夫人 林氏 第4代国王光宗の側室
- 外孫：連位

## 参考
- ネイバー知識検索 장화왕후 莊和王后
- 김성회의 뿌리를 찾아서 〈59〉 오씨（呉氏）、해주오씨. 世界日報. (2013-10-15) 2016年10月23日閲覧。
- 「アジア人物史 3」 集英社 2023年